# Théophile Laforge

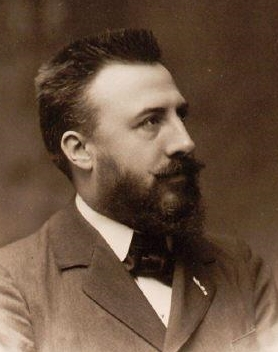
Théophile Laforge

Théophile Édouard Laforge (* 6. März 1863 in Paris; † 31. Oktober 1918 ebenda) war ein französischer Geiger und Bratschist und der erste Professor für Bratsche am Pariser Konservatorium.

## Leben und Wirken
Théophile Laforge studierte Violine am Pariser Konservatorium bei Eugène Sauzay und beendete 1886 seine Studien, mit einem ersten Preis. Im selben Jahr erhielt er eine Stelle als Violinist an der Pariser Oper und wurde dort 1887 erster Bratschist. Ab 1887 war er zudem Solobratschist im Orchestre de la Société des Concerts du Conservatoire, dem heutigen Orchestre de Paris.
Als das Pariser Konservatorium 1894 erstmals die Stelle eines spezialisierten Professors für Bratsche ausschrieb, erhielt Théophile Laforge die Ernennung und versah diese Stelle 22 Jahre bis zu seinem Tod, der nach kurzer Krankheit im Jahre 1918 erfolgte. In dieser Zeit verbesserte Laforge die Stellung des Bratschenspiels am Konservatorium und legte das Spielen von Bratschenliteratur, die teils neu auf seine Veranlassung geschrieben wurde, als Pflichtstücke zum Erwerb gewisser Abschlüsse fest. 
Mehr als Dutzend Werke wurden ihm gewidmet, wovon das 1906 komponierte Konzertstück für Viola und Klavier von George Enescu am meisten aufgeführt wird. Weitere Stücke stammen von Hélène Fleury-Roy und Henri Marteau. 
Zu seinen Schülern, die ihre Studien mit einem ersten Preis beendeten, gehörten:
- Frédéric Denayer (1878–1946), 1897
- Louis Bailly (1882–1974), 1899
- Henri Casadesus (1879–1947), 1899
- Maurice Vieux (1884–1951), 1902
- Alexandre Roelens: (1881–1948), 1904
- Pierre Villain: (* 1898), 1917
- Léon Pascal: (1899–1970), 1918

Maurice Vieux wurde 1918 Laforges Nachfolger am Konservatorium. Weiterhin ist bekannt, dass Léon Pascal die Stelle von 1951 bis 1969 besetzte.